# Xestia undosa
Xestia undosa är en fjärilsart som beskrevs av John Henry Leech 1889. Xestia undosa ingår i släktet Xestia och familjen nattflyn. Inga underarter finns listade i Catalogue of Life.